# Butea (Romania)
Butea è un comune della Romania di 4 262 abitanti, ubicato nel distretto di Iași, nella regione storica della Moldavia.

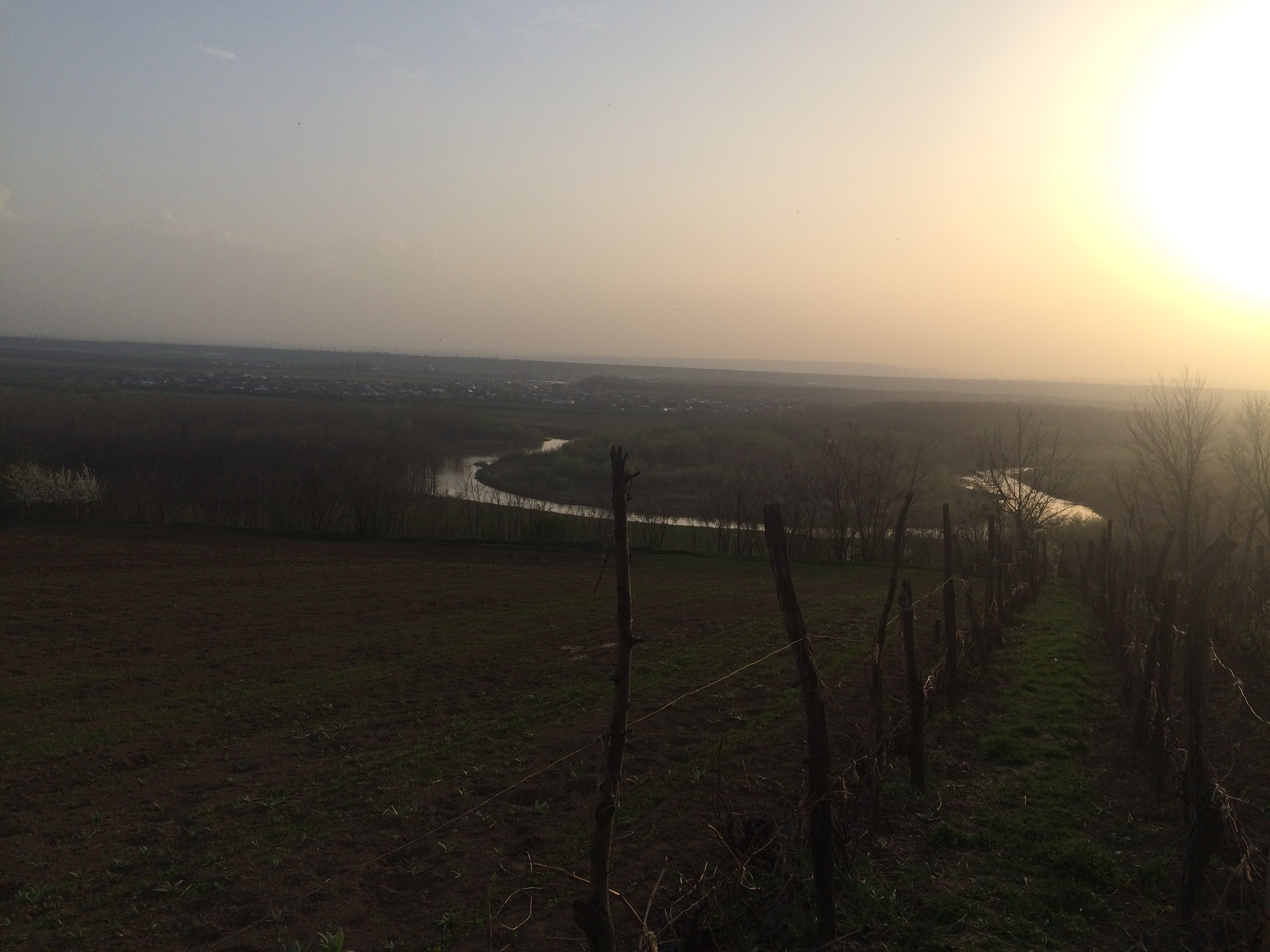
valle del fiume Siret visto dall'alto, al tramonto

Il comune è formato dall'unione di 2 villaggi: Butea e Miclăușeni. È un comune collinare, e dall'alto si può vedere la valle del fiume Siret, affluente del Danubio, che attraversa il paese.
Il villaggio di Miclăușeni ospita il notevole palazzo Sturdza, neogotico.